# Eria feddeana
Eria feddeana är en orkidéart som beskrevs av Rudolf Schlechter. Eria feddeana ingår i släktet Eria och familjen orkidéer. Inga underarter finns listade i Catalogue of Life.